# Parti démocrate (Cambodge)
Le parti démocrate cambodgien (Krom Prachéathipatei) était un parti politique qui domina la vie politique nationale de 1946, date de sa création, à 1955, quand il fut supplanté par le Sangkum Reastr Niyum.
D’abord indépendantiste jusqu’à l’indépendance du Cambodge en 1953, il milita par la suite pour une monarchie constitutionnelle proche du système de Westminster en vigueur au Royaume-Uni ; cela l’amena à s’opposer au pouvoir personnel de Norodom Sihanouk et provoqua de ce fait sa perte à la fin des années 1950.
Par la suite, à deux reprises, en 1970 et 1993, de nouvelles formations politiques prirent le nom de parti démocrate, mais sans jamais trouver le lustre que connut leur prédécesseur.
Lors de ses heures de gloire, son symbole était une tête d’éléphant et trois fleurs de lotus.

## Période coloniale

### La naissance
Le parti démocrate fut créé en avril 1946 par un groupe hétérogène comprenant Sim Var, proche des milieux nationalistes des années 1930, Ieu Koeus, un intellectuel reconnu de Battambang et d’autres anciens élèves du Lycée Sisowath de Phnom Penh provenant de l’élite éduquée cambodgienne. La maxime du parti, « Utiliser les élites pour servir le roi et le peuple » décrivait son but. Certains de ses adhérents provenaient aussi de l’ordre monastique. Il bénéficiait surtout de l’aura du Prince Sisowath Youtevong, membre de la famille royale qui venait de rentrer de France où il avait passé près de la moitié de sa vie. Âgé de 33 ans en 1946, Youtevong avait une licence de mathématiques et une forte réputation d’intégrité auprès des milieux gouvernementaux de la métropole.
Proche du Parti Socialiste français, il avait acquis une certaine notoriété dans les cercles réformateurs parisiens lorsqu’à la fin de la guerre il écrivit avec le Sénégalais Léopold Sédar Senghor un livre sur l’avenir des possessions d’outre-mer.
D’après la plupart de ses collaborateurs, Youtevong était considéré comme une personne honnête, motivée et travailleuse. Marié à une Française, il n’était pas francophobe et avait de nombreux amis dans les cercles dirigeants parisiens ; il avait aussi été depuis trop longtemps éloigné du Cambodge pour intégrer un des réseaux de clientélisme qui sévissaient là-bas. Pour beaucoup de jeunes Khmers, il offrait une alternative viable au régime colonial, à ses séides et à la torpeur népotiste des élites nationales.

### Les élections de 1946
Lors de la campagne électorale de 1946 pour les premières élections à l’assemblée constituante du Cambodge colonial, le parti démocrate était la seule formation à avoir un programme et une organisation à l’échelle nationale. Un effort important avait été fait pour ouvrir des bureaux aux niveaux régional et provincial, bénéficiant pour cela des réseaux de soutien et de communications des écoles, des pagodes, des ministères et des administrations. Les informations se transmettaient essentiellement par le bouche à oreille entre personnes de confiance. Le parti prenait aussi garde à nommer des candidats bien implantés localement, choisissant souvent d’anciens bonzes ou achards bien que ses dirigeants étaient issus des élites de Phnom Penh.
Contrairement à leurs rivaux du parti libéral du Prince Norodom Norindeth et les démocrates progressistes du Prince Norodom Montana, le parti démocrate militait pour une indépendance immédiate fondée sur le modèle de la Quatrième République française et considérait la résistance des Khmers issarak, soutenue par la Thaïlande, comme patriotique, ce qui contrariait le pouvoir colonial. Pour envenimer les choses, le parti se targuait du soutien du prince Suramarit, père du roi et qui fut proche des cercles indépendantistes dans les années 1930. Sim Var se rappelait qu’à cette époque, Monireth, alors héritier présomptif de la couronne, avait exprimé son dédain pour l’idée que des Cambodgiens éduqués puissent conduire par eux-mêmes leur destin, que cette notion était subversive et pouvait conduire à remettre en cause l’ordre établi. Ce manque d’enthousiasme conduisit Sim Var et ses collègues à rechercher la protection de Suramarit. Avant les élections de 1946, Monireth, devenu Premier ministre se méfiait des démocrates et s’alliait aux Français pour entraver leur campagne. Outre l’interdiction faite aux fonctionnaires d’être membre d’un parti (restriction rapidement levée), le pouvoir fournissait en carburant et en prospectus les candidats libéraux et prétendument indépendants. La police française et ses collaborateurs cambodgiens surveillaient les réunions des démocrates et Monireth voyait en leurs dirigeants des « démagogues désireux de s’enrichir sur le dos du peuple ».
Lors du scrutin, en septembre 1946, le parti démocrate rafle 50 des 67 sièges. Les hiérarchies alors en place sont bouleversées par ces nouveaux élus qui, pour la première fois dans l’histoire du pays peuvent se prévaloir de la légitimité du suffrage universel. Le parti restera pour plusieurs années la principale formation politique cambodgienne.
Après la victoire démocrate, Monireth refusa un temps de céder son poste de Premier ministre, affirmant qu’une « personne capable de conduire le gouvernement n’avait pas encore été trouvée ». Norodom Sihanouk lui demanda alors, au début de décembre, de former un nouveau gouvernement, refusant ainsi de reconnaître le résultat des urnes, mais il ne put arriver à ses fins. Les Français, pour montrer leur mécontentement, fermèrent le journal du parti pour les deux mois qui suivirent le scrutin. Finalement, de guerre lasse, Monireth accepta le 15 décembre 1946 de démissionner en faveur du Prince Youtevong.
L’assemblée se réunit pour la première fois en janvier 1947 et offre l’amnistie aux rebelles Khmers issarak qui veulent rejoindre le gouvernement. Pour les Français, avec cette offre, l’assemblée avait outrepassé ses droits et incitait les Cambodgiens à entretenir des relations avec la guérilla, ce qui ne pouvait que confirmer les soupçons de trahison du parlement envers le pouvoir colonial. En mars 1947, la police militaire française arrêtait 17 membres du parti, dont Sim Var, vice-président de l’assemblée consultative. Ils étaient accusés de faire partie d’une société secrète pro-Japonaise prétendument dénommée « les étoiles noires » liés au mouvement issarak et qui auraient projeté l’assassinat de Français. Ces personnes furent détenues jusqu’à la fin de l’année et relâchées sans procès et sans qu’aucune preuve de l’existence de la société secrète ait été fournie.
Dans le même temps, les démocrates militaient pour une indépendance rapide et une modification de la constitution, qu’ils trouvaient trop conservatrice et autoritaire, pour la rendre plus proche de celle de 1946 en France, qui donnait plus de pouvoir à l’assemblée élue et moins au chef de l’État. Même si certains articles maintenaient le pouvoir absolu du roi (ce que Norodom Sihanouk utilisera plus tard pour imposer des amendements), il semble que la timidité et l’esprit conciliant d’alors du monarque aient fait penser à tort qu’il soutenait les réformes démocratiques et la limitation de ses privilèges.
En juillet 1947, le parti subit un coup dur avec le décès à 34 ans du prince Youtevong. En réalité il était de santé précaire depuis la fin de la Seconde Guerre mondiale et les causes de sa mort semblent être la coïncidence du surmenage, d’un état tuberculeux chronique et d’une crise de paludisme. Des rumeurs prétendent aussi qu’il aurait été assassiné par les Français sans qu’il soit possible d’en apporter des preuves tangibles. Il se peut aussi que sa fin ait été précipitée par sa réticence à se faire hospitaliser, de peur d’avoir à confier sa vie aux services sanitaires des autorités coloniales. Les évènements survenant au moment de l’affaire des « étoiles noires », la suspicion envers la France était alors très forte dans les milieux proches des indépendantistes.

### Les élections de 1947
Après la mort de Youtevong, les Français et la famille royale redoublait d’efforts pour limiter le pouvoir du Parti démocrate, particulièrement avant les élections législatives prévues pour la fin de 1947. Le gouvernement est remplacé par un cabinet intérimaire dirigé par Sisowath Vatchayavong, sans étiquette politique. Les démocrates perdent le ministère de l’intérieur et la direction de la police, officiellement afin de garantir l’indépendance du scrutin. Dans le même temps, plusieurs membres rejoignent le Parti de la rénovation khmer de Nhiek Tioulong, nouvellement créé, trouvant leur ancienne formation trop progressiste.
Lors d’un meeting, le Parti démocrate réaffirme ses ambitions indépendantiste en demandant aux autorités coloniales de faire relâcher tous les prisonniers politiques « n’ayant pas porté les armes » – allusion à peine voilée aux personnes emprisonnées dans l’affaire des étoiles noires – et le retour au pays d’un bataillon cambodgien se battant – sous commandement français - en Cochinchine, afin d’« éviter des frictions avec le Viêt Nam qui restera quoi qu’il arrive un pays voisin », sous-entendant que rien ne garantit que la présence française dans la région perdurera. Même si les deux demandes seront rejetées, on notera quand même le contraste entre cette crainte de froisser le voisin de l’est et la virulence des campagnes antivietnamiennes de tant de nationalistes cambodgiens qui suivront.
Lors des élections, les démocrates raflaient 54 des 74 sièges en jeu. Cette nouvelle victoire s’explique par plusieurs raisons. La première est leurs liens avec les leaders ouvertement indépendantistes tel Son Ngoc Thanh et l’enthousiasme de jeunes militants parmi lesquels on comptait Saloth Sar, futur Pol Pot, Kim Trang, qui ne s’appelait pas encore Ieng Sary, Hu Nim ou In Tam, futur Premier ministre de la République khmère. Il pouvait aussi compter sur une organisation plus solide que ses rivaux qui s’appuyait essentiellement sur les réseaux de patronage existants et dont les dirigeants traitaient l’électorat avec condescendance. Les attaques démocrates contre le népotisme et la corruption étaient largement prisées, mais provoquait l’inquiétude de Norodom Sihanouk qui aurait vu dans cette formation une rivale à son ambition politique naissante.
La nouvelle assemblée se réunit en janvier 1948 sous la présidence d’Ieu Koeus, alors que Chean Vam, un ancien proche du prince Youtevong qui n’avait pas participé aux élections, est nommé Premier ministre. Pendant la seconde Guerre mondiale, Chean Vam étudiait en France, puis était revenu exercer comme enseignant au Lycée Sisowath de Phnom Penh. Ne pouvant compter sur l’aide française, il se trouva rapidement aux prises avec des difficultés insurmontables telles que l’inflation, le manque de rentrées fiscales, la montée des actions de guérilla et l’insécurité, le tout exacerbé par les manœuvres dilatoires des autorités coloniales.

### Les premiers remous
En mai 1948, Vam accompagnait Norodom Sihanouk en France où ce dernier devait suivre des cours à l’école d'application de l'arme blindée et de la cavalerie de Saumur. Pendant ce temps, Chean Vam menait des discussions en vue d’accroitre l’autonomie du Cambodge et de rediscuter la question de la frontière avec la Cochinchine qui avait été fixée de manière arbitraire par les Français et sur laquelle ces derniers ne voulaient pas revenir de peur de froisser les Vietnamiens. À son retour, il dut gérer un scandale qui avait éclaté au parlement au sujet d’un trafic de coton. Plusieurs députés démocrates étaient impliqués, dont Sam Nhean, alors vice-président de l’assemblée et qui dut démissionner du parti. Chean Vam demanda les pleins pouvoirs et la possibilité de lever l’immunité des parlementaires pour mener à bien l’enquête, mais Ieu Koeus refusait d’accéder à la demande, craignant de créer un précédent qui pourrait affaiblir l’assemblée. Un vote eut lieu et la demande de Vam fut rejeté par 23 votes contre 21. À ce moment, Yem Sambaur, le préfet de police détruisit les dossiers qui impliquaient les parlementaires. Vam essaya d’évincer Sambaur, mais ne réussit pas à obtenir le support de son cabinet. Il démissionna en août 1948, non sans avoir mis en garde Koeus qu’il « nourrissait un bébé crocodile ».
En juillet 1948, un journal francophile de Phnom Penh titrait « une dose massive de médecine démocratique a produit des convulsions dans la population ». En fait, il est peu probable que la dose ou les convulsions de l’assemblée ait affecté beaucoup de Cambodgiens en dehors de la capitale. Dans les mois qui suivent, Yem Sambaur et ses partisans maintiennent la pression sur le cabinet de Penn Nouth, qui avait remplacé Chean Vam, avant, en novembre, de quitter le parti démocrate avec 11 autres députés pour former une coalition improbable avec le Parti Libéral.
Les attaques contre le gouvernement continuent et, en janvier 1949, il tombe à la suite d'un scandale concernant l’attribution des licences de pêche sur le Tonlé Sap. Norodom Sihanouk insiste alors pour que le poste de Premier ministre échoie à Yem Sambaur, qui avait été à l’origine de la chute de Penn Nouth. Celui-ci crée alors un gouvernement d’union nationale, mais auquel les démocrates refusent de participer. Dans l’opposition, ils assisteront à des avancées dans deux de leurs doléances, sans que pour autant ils puissent en revendiquer une quelconque responsabilité. C’est d’abord en avril que Sihanouk et Yem Sambaur obtiennent de l’assemblée de l’union française un nouveau statut des relations franco-cambodgiennes qui accorde une autonomie, certes relative, au royaume khmer. Dans le même temps, une politique d’amnistie envers les Khmers issarak est engagée qui amènera à la défection de Dap Chhuon et de ses troupes dans la région de Siem Reap. Mis sur la touche mais toujours majoritaires à l’assemblée, les démocrates menacèrent à plusieurs reprises de faire tomber le gouvernement. Afin de prévenir cette chute, Sambaur demanda à Sihanouk de dissoudre l’assemblée comme la constitution le lui permettait, dissolution qui sera effective en septembre. D’après la constitution, une nouvelle assemblée devait être élue dans les deux mois, mais Yem Sambaur et Sihanouk prétextait qu’à cause de l’insécurité, des élections ne pouvaient se tenir. Les démocrates contestaient ces affirmations qui pour eux n’étaient qu’un prétexte pour les empêcher de revenir aux affaires. La situation perdurera deux années pendant lesquelles le monarque et le Premier ministre gouvernaient par décrets et le rôle de l’assemblée était réduit à la portion congrue.
Dans la nuit du 14 janvier 1950, un nouveau drame secouait le parti démocrate. Un agresseur lança une grenade dans l’entrée du siège de la formation, blessant grièvement Ieu Koeus, le président de l'assemblée nationale qui se trouvait à l’intérieur du bâtiment. Il fut transporté par cyclo-pousse à l’hôpital mais succomba de ses blessures peu après. Un voisin témoin de l’attaque couru après l’assaillant, le rattrapant et le conduisit au poste de police. Le prisonnier était un illettré qui affirma être membre du Parti libéral avant de se rétracter. Craignant les représailles, le Prince Norodom Norindeth, dirigeant des libéraux, s’enfuit en France avant qu’une enquête ne soit menée. Cette fuite ne fut pas contrariée et aurait même été facilitée par le pouvoir colonial et la police Cambodgienne dirigée par un certain Lon Nol.
Près de 50 000 personnes suivirent le cortège funèbre, arborant des banderoles affirmant que « Koeus a donné sa vie pour le parti », ce qui n’était pas du goût de Sihanouk et de ses séides, qui trouvait le slogan captieux ou stupide, voire les deux. Les Français accusaient les Khmers issarak qui auraient voulu tuer Ieu Koeus avant que l’Assemblée soit reconduite. D’autres sources incriminaient les Français, Sihanouk ou Yem Sambaur. Il est aussi possible que plusieurs d’entre eux aient eu vent de la tentative d’attentat mais n’avaient rien fait pour l’empêcher.

### Les élections de 1951
Alors que de nouvelles élections se profilaient, le Parti démocrate se trouvait de fait allié avec les rebelles indépendantistes et opposé aux conservateurs cambodgiens, à Norodom Sihanouk et au pouvoir colonial, mais à cause de la suspension de l’Assemblée, les débats restaient rares. À la fin de 1950, le Premier ministre Sisowath Monipong proposait une nouvelle loi électorale mais les libéraux et les démocrates la rejetaient et exigeaient de reconduire l’Assemblée élue en 1947 alors que les petits partis qui n’avaient gagné aucun siège en 1947 voulaient la tenue de nouvelles élections. Impuissant à sortir de la crise, Monipong présentait la démission de son gouvernement à la fin de février 1951. Un nouveau cabinet apolitique dirigé par Oum Cheang Sun est mis en place dès le 3 mars 1951, mais les démocrates refusent d’y participer.
Dans le même temps, Norodom Sihanouk entreprenait une tournée dans les campagnes où il insistait pour que le peuple soit loyal envers la constitution – dont très peu connaissaient la teneur – et soutienne la démocratie. En Khmer le terme Prachéathipatei indique à la foi démocratie et démocrate. De ce fait, beaucoup de personnes avaient pris ce discours pour un soutien royal au parti démocrate. Plus tard, Huy Kanthoul, un des fondateurs du parti, reconnaitra que cette aide involontaire avait pu contribuer à renforcer sa formation.
Les élections du 9 septembre 1951 voient une nouvelle victoire du Parti démocrate qui décroche 54 des 78 sièges, mais en fait il avait récolté moins de 45 % des voix et moins de 25 % des inscrits. Cette désaffection, toute relative toutefois, était attribuée à une baisse de la participation dont les raisons était la demande de boycott lancée par la guérilla des Khmers issarak et le fait que malgré ses victoires précédentes, le Parti n’avait pu obtenir l’indépendance du pays.

### L’épisode Son Ngoc Thanh
Moins de deux mois après les élections Norodom Sihanouk obtiendra des Français le retour de Son Ngoc Thanh, le leader indépendantiste alors en résidence surveillée à Poitiers, ancien chef du gouvernement mis en place en 1945 par l’empire du Japon. Certaines sources prétendront que le monarque voulait ainsi contrer l’influence du Parti démocrate,.
Peu avant l’arrivée de Thanh, un nouveau gouvernement conduit par Huy Kanthoul avait été mis en place. Pach Chhoeun, un autre militant nationaliste de retour de captivité en France, avait été nommé au ministère de l’Information, mais Son Ngoc Thanh, refusait le poste de ministre des affaires étrangères qu’on lui proposait. Plus tard, lors d’une interview, Sisowath Monireth affirmera que Thanh espérait qu’ainsi le gouvernement démissionnerait et qu’il pourrait conduire un nouveau cabinet, mais aucune autre source ne semble corroborer cette thèse. En décembre de la même année, Thanh justifiait sa décision devant un diplomate américain par le fait qu’absent du Cambodge depuis plusieurs années, il voulait d’abord poursuivre ses entretiens avec tous les acteurs de la vie politique avant d’accepter un poste à responsabilité. Au début de 1952, alors qu’Huy Kanthoul était en France pour une mission officielle, Pach Chhoeun fit une tournée en province où il louait les mérites des élus démocrates locaux et les réussites du parti sur le plan national. En ces occasions, son ami Son Ngoc Thanh le suivait en tant que « simple citoyen ». La présence de ce dernier dans ces meetings enchantait les milieux nationalistes et religieux, mais les Français, inquiets de la popularité de Thanh qu’ils avaient sous-estimée, envoyaient des agents à ces rassemblements. Ils étaient également agacés parce que l’attaché militaire américain participait à certaines de ces réunions, officiellement pour vérifier la distribution de l’aide publique en provenance des États-Unis. Le pouvoir colonial était choqué que les Américains puissent aider directement le gouvernement élu cambodgien. De plus, pour ne rien arranger, certains meetings arboraient les portraits de Youtevong et Ieu Koeus, mais pas celui de Norodom Sihanouk. L’ardeur des démocrates, agaçait le Général Digo, nouveau commissaire de la République française qui se plaignait auprès de son supérieur qu’une « fièvre démagogique paralysait le gouvernement ». De plus, toujours au début de 1952, et malgré un article particulièrement virulent contre les démocrates dans un journal financé par les Français intitulé « La maladie infantile du nationalisme », le parti majoritaire remporte des élections partielles dans trois circonscription où le scrutin avait dû être ajourné. Les Français insistaient pour prouver que Thanh et le Parti démocrate travaillaient de concert. Lorsque le premier nommé lançait un journal polémique en janvier 1952 nommé Khmer Krauk (littéralement Khmers debout), les autorités du protectorat estimaient que les appels à l’indépendance qui y figuraient n’étaient autres que le programme des démocrates.
Le 9 mars 1952, Son Ngoc Thanh rejoint les maquis de la forêt de Siem Reap, où à nouveau il exprime le souhait d’une indépendance immédiate et l’établissement d’un gouvernement républicain au Cambodge. À Phnom Penh, les démocrates ne prennent aucune sanction contre Thanh et ses compagnons. Conséquemment, leurs opposants et le pouvoir colonial furent prompts à les accuser d’indulgence et de trahison, termes déjà utilisés par les Français à l’encontre de Son Ngoc Thanh en 1945. La décision des démocrates de ne pas envoyer des forces de sécurité à Siem Reap semble avoir définitivement détérioré leurs relations, déjà orageuses, avec Norodom Sihanouk. Sonn Voeunsai, un des dirigeants du Parti, reconnu plus tard que Son Ngoc Thanh, par son départ, avait « creusé la tombe du Parti démocrate ».
Le départ de Son Ngoc Thanh servit de prétexte au général Digo et à Norodom Sihanouk pour fustiger les démocrates et ce que le monarque appelait la « politique d’insécurité et de trahison » de leur parti. Le commissaire de la République affirmera qu’il trouvait « les Cambodgiens indignes, leur gouvernement corrompu et leur roi incapable de s’affirmer ou de maintenir son attention dans les affaires de l’État ». Dans un rapport au gouverneur général à Saigon, il prétendait détenir un millier de preuves de la trahison du gouvernement, mais aucune ne pourrait être présentée devant une cour de justice.
La crise sur la fuite de Thanh atteint son paroxysme en mai et juin 1952. Début mai, des rumeurs faisaient état d’une attaque de troupes coloniales contre le quartier général de Son Ngoc Thanh qui aurait dégénéré en atrocités à l’encontre de la population civile. À Battambang, des étudiants manifestaient pour une indépendance immédiate alors que d’autres à Kampong Cham arboraient des slogans résolument hostile au roi. Les protestations s’étendirent et dégénérèrent en émeutes ; à Phnom Penh des banderoles reprochaient aux Français de « sucer le sang des Cambodgiens depuis 80 ans » ; à Battambang, la police tirait sur la foule. Alors que les démocrates jugeaient que ces évènements jouaient en leur faveur, les Français et Norodom Sihanouk y voyaient le début du chaos.

### La mise à l’écart
Début juin, les démocrates réunissent un congrès à Phnom Penh. Après avoir témoigné de sa loyauté envers le roi qui « a toujours daigné conduire la nation … sur le chemin de l’indépendance », le congrès nommait un économiste réputé, Son Sann, président du parti. La formation se montre prêt à coopérer avec Norodom Sihanouk, mais le monarque semblait réticent à rendre la pareille. Deux jours après le congrès, lors du discours d’ouverture de la session parlementaire, où le parti démocrate était largement majoritaire, le roi mettait en garde contre les risques de dictature résultant d’un parti unique. Le ministère de l’information mit dix jours à publier la traduction en français de la remarque royale. Cela provoqua la colère de Sihanouk et, à partir du 7 juin, des tracts circulèrent demandant la dissolution de l’assemblée et le renvoi de Huy Kanthoul. Les partis minoritaires poussaient eux aussi dans cette voie anticonstitutionnelle.
Les démocrates réagirent en envoyant la police aux domiciles des dirigeants de petits partis, notamment Sam Nhean, Lon Nol et Yem Sambaur qui furent placés en détention quelques heures. D’après Huy Kanthoul, l’arrestation de Yem Sambaur aurait fait suite à des soupçons d’implication dans l’attentat contre Ieu Koeus, deux années auparavant. Une caisse de grenades fut découverte à sa résidence alors que trois fusils mitrailleurs furent saisis chez Lon Nol. Le 14 juin les autorités coloniales envoyaient à Phnom Penh un bataillon d’infanterie marocain et un escadron armé « pour une dizaine de jours », officiellement afin de prévenir des troubles. Jean Risterucci, le nouveau Commissaire de la République française au Cambodge, prétendra plus tard que la décision d’envoyer des troupes n’avait pas de lien avec les évènements qui vont suivre. Il semble en fait que Sihanouk et ses parents aient été offusqués par l’arrestation d’Yem Sambaur ; toujours est-il que l’arrivée de troupes coloniales et le fait que les astrologues du Palais royal avaient prédit qu’une tentative de mise à l’écart des démocrates serait couronnée de succès poussait Sihanouk à passer à l’action. Le soutien des Français à une telle action n’était pas une surprise, mais les démocrates semblent avoir été étonnés par ce qui allait suivre. Le dimanche 15 juin, alors que les troupes marocaines se déployaient à divers points de Phnom Penh, Norodom Sihanouk utilisait une des prérogatives que lui offrait la constitution pour démettre brusquement l’ensemble du gouvernement de Huy Kanthoul et prendre la tête d’un nouveau cabinet. Le roi promettait d’éradiquer la corruption pour 1954 et d’arracher aux Français l’indépendance totale avant 1955. Deux jours plus tard un décret royal était promulgué, interdisant les réunions politiques et la propagande. La croisade royale pour l’indépendance – une carte blanche politique que Sihanouk s’était octroyée à lui-même – était en marche … tout comme le déclin du Parti démocrate. Sihanouk convoquait Thomas Corcoran, le chargé d’affaires américain et son homologue thaï pour les informer des raisons de son action. Sihanouk justifiait le renvoi de Kanthoul par le support du parti démocrate à Son Ngoc Thanh et par sa « politique dictatoriale envers les minorités ». Alors que les menaces s’amoncelaient, Son Sann quittait la présidence du mouvement et Huy Kanthoul partait pour un séjour prolongé en France. Les Français de leur côté devaient penser à tort qu’après l’avoir aidé à écarter les démocrates, Norodom Sihanouk accepterait d’abandonner ses vues indépendantistes.
En France, les étudiants s’étaient rangés du côté des démocrates. Un numéro spécial de leur magazine Khemarak Nisat, littéralement l’Étudiant Khmer, est consacré au renvoi d’Huy Kanthoul. Outre Keng Vannsak et Hou Yuon, Saloth Sâr, sous le pseudonyme de Khmer Daeum (Khmer de base), attaquait énergiquement la royauté. Le ton de l’article était plus proche du parti démocrate et de Son Ngoc Thanh que de l’idéologie marxiste, mais la mise sous l’éteignoir de la formation d’Huy Kanthoul allait amener plusieurs étudiants cambodgiens à se rapprocher des thèses du communisme.
En janvier 1953, la nouvelle session parlementaire s’ouvre avec des démocrates prêts à en découdre avec le roi. Après la démission de Son Sann, la présidence du parti avait été confiée à Svay So, beaucoup moins conciliant. Ses partisans estimaient avoir gagné les élections pour diriger le pays, même si leur gouvernement avait été dissout. Le 11, Sihanouk s’adressait au parlement et demandait qu’on lui accorde des pouvoirs spéciaux car la patrie était en danger. Pour justifier ses prétentions, il citait des grèves dans des lycées de Phnom Penh et Kampong Cham, ainsi que l’assassinat d’un gouverneur de province par le Việt Minh. Il attribuait la responsabilité de ces évènements à Son Ngoc Thanh et reprochait aux démocrates de le soutenir. Sihanouk espérait que ces derniers allaient démissionner ou refuseraient sa demande et qu’il pourrait alors les écarter. Ils choisirent la seconde option. Le roi fit alors encercler l’assemblée par la troupe, la fit dissoudre et abrogea une série de droits civiques.
Le Cambodge était-il réellement en danger ou Sihanouk essayait-il d’accroitre son pouvoir ? Dans ses mémoires, Sisowath Monireth indique que certains démocrates, blessés par la conduite de Sihanouk l’année précédente, désiraient profiter de l’ouverture de la nouvelle session parlementaire pour demander l’instauration d’une république. La tentative serait venue aux oreilles de la princesse Kossamak, mère de Sihanouk, grâce à l’épouse délaissée d’un député. Furieuse, elle aurait ordonné à l’imprimerie royale de préparer un décret demandant la dissolution de l’Assemblée qu’elle ferait signer à son fils. Si la thèse parait crédible, il semble toutefois que le « conjuration » en soit restée au stade de discussions entre personnes déçues par des années d’humiliation. Toujours est-il que fort de ces pouvoirs spéciaux Sihanouk fit emprisonner 17 démocrates, dont 9 anciens députés, pour « complot contre l’État ». Ils furent détenus 8 mois sans que jamais ils passent en jugement. Un éditorialiste modérait peu après la portée de l’évènement, rappelant que les Cambodgiens ont l’habitude depuis des siècles de vivre dans une société « paternaliste et autoritaire » et que l’absence de réaction à l’incarcération des responsables démocrates prouvait l’assentiment populaire à la mesure.
À la fin de 1953, Norodom Sihanouk arrachait aux autorités coloniales l’indépendance du Cambodge, qui devenait effective le 9 novembre. Malgré ce succès de Sihanouk qui lui valut une popularité sans précédent auprès de la majorité du pays, la jeunesse et les cercles intellectuels de Phnom Penh maintenaient toujours leur confiance à Son Ngoc Thanh et au parti démocrate. Le 20 juillet 1954, les Accords de Genève confirmaient la pleine autonomie du pays au niveau international mais une de ces clauses exigeait l’organisation de nouvelles élections en 1955.

## Les débuts du Cambodge indépendant

### Fléchissement à gauche
Alors que le roi continuait de voir les démocrates comme un obstacle à ses ambitions, le parti, sous l’impulsion de jeunes étudiants rentrés de Paris, tels Keng Vannsak, Thiounn Mumm ou Saloth Sâr épousait des thèses antimonarchiques et antiaméricaines. Certaines sources prétendent, au moins pour les deux derniers, qu’en réalité, membres du Parti révolutionnaire du peuple khmer clandestin proche du Việt Minh, ils auraient en fait infiltré le parti démocrate pour l’infléchir vers des thèses plus proches des leurs,.
Au début de 1955, les démocrates élisaient un nouveau comité central composé de partisans de Son Ngoc Thanh, de radicaux proches du Việt Minh et de quelques modérés. Keng Vannsak aurait manœuvré pour faire remplacer la vieille garde du parti par des éléments plus radicaux tels Thiounn Mumm, Svay So ou le Prince Norodom Phurissara qui était élu secrétaire général. Ce nouveau comité, inquiet des rumeurs d’une alliance khméro-américaine, prônait une politique neutraliste, donnant à penser à l’ambassade des États-Unis que le parti avait basculé dans le camp communiste.
La convention d’aide militaire entre le gouvernement intérimaire de Sihanouk et les États-Unis est finalement signé en mai, ce qui eut le don d’exaspérer le parti démocrate et les autres défenseurs du parlement qui estimaient qu’une décision aussi importante nécessitait l’aval de l’Assemblée nationale. Lorsque le Prince Norodom Phurissara protesta contre cet accord, les autorités menacèrent de le faire arrêter. Avec cette alliance, l’impopularité de Sihanouk atteignait son point culminant auprès des plus radicaux de ses sujets.

### Défaite aux élections de 1955
Les démocrates prirent part aux élections de septembre bien décidés à jouer dorénavant un rôle plus important dans les décisions, mais après que Norodom Sihanouk ait abdiqué et créé le Sangkum Reastr Niyum, son propre mouvement anti communiste, pour participer au scrutin, quelques dignitaires tels Penn Nouth quittèrent le parti pour rejoindre le monarque.
En avril encore, beaucoup d’observateurs pensaient que le parti démocrate remporterait ces élections repoussées à maintes reprises. Cependant, la police et la milice multipliaient les brutalités et autres mesures d’intimidation. Plusieurs permanences électorales du parti démocrate étaient mises à sac dans des « circonstances inexpliquées », tandis que les journaux indépendants furent fermés et leurs propriétaires emprisonnés. Ailleurs, des villageois étaient rassemblés à la pagode où ils devaient jurer devant des moines de voter pour le Sangkum pendant que dans certains districts, les candidats royalistes auraient subi de fortes pressions pour que leur formation remporte une victoire écrasante sur les autres partis. Les bruits quant aux actes de violence qui se répandaient à travers le pays par le bouche à oreille confortaient la plupart des citoyens qu’il valait mieux ne pas aller à l’encontre du monarque.
Même si les campagnes précédentes avaient déjà eu leur lot de violences et d’abus de toutes sortes, les exactions observées en 1955 étaient d’une toute autre nature. Malgré cela, à la fin août, les démocrates pensaient toujours pouvoir décrocher une vingtaine de sièges et espéraient que le Pracheachon pourrait de son côté gagner sept des trente circonscriptions dans lesquelles il concourait ; ils auraient alors pu s’allier pour entraver les réformes constitutionnelles que Sihanouk voulait mettre en place. Mais dans le même temps, la plupart des candidats démocrates, craignant pour leur sécurité, se réfugiaient à Phnom Penh.
Les démocrates s’estimaient pourtant toujours libres de discuter avec des étrangers de la situation du Cambodge et de l’avenir du pluralisme. Malgré tout, la campagne continuait et ils poursuivaient leurs discours où ils fustigeaient l’absolutisme et le sous-développement endémique. Pour contrer ces arguments, la presse proche du Sangkum développait une approche originale du malaise social, prétextant que les indigents devaient leur pauvreté à leurs méfaits commis dans leurs vies précédentes alors que les plus aisés jouissaient du fruit des bonnes actions de leurs existences passées.
Alors que l’échéance approchait, l’oppression se faisait plus sensible. Trois jours avant les élections, il fut décidé de juguler Keng Vannsak, l’un des orateurs les plus populaires du Parti démocrate, capable d’attirer des foules importantes. Des partisans du Sangkum s’invitèrent à un de ses meetings à Phnom Penh. Des coups de feu éclatèrent, tuant un chauffeur du tribun ; ce dernier fut bousculé, poussé hors de la manifestation et arrêté pour incitation à la violence. Il sera emprisonné deux mois sans procès et sera libéré une fois les élections passées et après avoir dû présenté des excuses publiques et humiliantes au roi. Quand la date du scrutin arriva, le résultat ne faisait aucun doute. Mais le score des candidats du Sangkum – crédité de 82 % des voix et la totalité des sièges –avait surpris la plupart des observateurs. Les démocrates, qui n’avaient réuni que 12 % des votes, se plaignaient que dans les circonscriptions où le mouvement royaliste avait perdu, les urnes avaient été détruites et ses candidats avaient été purement et simplement décrétés vainqueurs sans autre forme de procès. Le Pracheachon avait officiellement récolté plus de 30 000 voix, soit 4 % des suffrages exprimés. Il semble acquis que parmi les 25 % d’inscrits qui n’avait pas volontairement ou non pris part au vote, la plupart auraient voté pour le Parti démocrate ou le Pracheachon, mais pas suffisamment toutefois pour empêcher une victoire du Sangkum. Huy Kanthoul affirma à des membres de l’ambassade américaine que dans au moins une des circonscriptions où les démocrates n’obtinrent pas une seule voix, aucun bulletin à leur nom n’avait été fourni dans les bureaux de vote. D’autres se plaignaient que les bulletins du Sangkum étaient imprimés suffisamment gras pour être lisibles à travers l’enveloppe et voir qui n’avait pas voté pour le mouvement royaliste. Dans un bureau de vote, il fut reporté que des militaires auraient surveillé l’intérieur des isoloirs et auraient administré une correction à tous ceux qui avait osé ne pas choisi le Sangkum.

### La dissolution
Conséquences des élections, plusieurs démocrates certainement inquiets des effets que pourraient avoir la rancœur du prince sur leur avenir, décidèrent de rejoindre le Sangkum. Par contre, d’autres restèrent, pensant que le parti pourrait continuer à jouer un rôle constructif hors de l’assemblée. Mais la violence de la campagne et l’emprisonnement sans jugement de plusieurs leaders les dissuadaient de se réunir pour discuter du futur du parti. Au début de 1956, le parti était en reconstruction. Des tentatives de pourparlers eurent lieu avec le Pracheachon afin d’unir leurs forces, mais la formation communiste avait peu d’intérêt à faire aboutir les tractations. En effet, les manœuvres de coercition touchaient essentiellement les démocrates et contrairement à ces derniers, la presse du Pracheachon pouvait continuer à paraître tandis que la politique étrangère de Sihanouk était relativement appréciée, notamment ses visites officielles en Pologne, Chine, Tchécoslovaquie et URSS durant l’année 1956.
En mars de la même année, les journaux proches des démocrates qui avaient été fermés avant les élections furent autorisés à paraitre à nouveau, mais en avril on refusa au parti d’organiser une manifestation pour soutenir la politique étrangère cambodgienne. Il se joignit néanmoins à certains membres du Pracheachon, tels Hou Yuon, fraichement rentré de France ou Chhay, le frère de Saloth Sâr récemment sorti de prison, afin de former un comité pour défendre la politique neutraliste du Prince. Dès cette époque, Norodom Sihanouk faisait pourtant un distinguo entre les régimes communistes alliés et les membres des partis politiques « gauchistes » accusés de subversion.
À la fin de 1956, les démocrates continuaient à exister en tant que parti. En mars 1957, Huy Kanthoul et Norodom Phurissara (en) affirmèrent à des amis américains que bien qu’ils n’envisageaient pas de présenter des candidats aux prochaines élections, ils continueraient à dénoncer la corruption et espéraient « inciter Norodom Sihanouk à mieux diriger le pays ». En juin, deux membres du parti furent arrêtés pour trahison, en réalité pour avoir demandé dans un éditorial pourquoi les prisonniers politiques détenus depuis 1955 sans jugement n’avaient pas obtenu le « pardon royal ». Quelques jours plus tard, le directeur du journal Ekapheap était lui aussi arrêté.
Dans le même temps, Sihanouk poursuivaient le dénigrement des démocrates. Dans une lettre ouverte, il se plaignait d’essuyer des critiques qui le condamnaient sans répit. Les démocrates étaient la cible de ces attaques et lors d’un congrès il avait prétendu que s’il venait à mourir, ils ne seraient pas longs à prendre le pouvoir, ajoutant qu’« ils avaient beaucoup changé. Ils recevaient de l’argent des Américains qui leur permettaient en outre d’écrire des articles qui m’attaquent moi, le Sangkum et le trône ». Ces accusations reposaient sur le fait que tout au long des années 1950, l’ambassade des États-Unis, sur instruction de Washington, tenta d’aider toutes les forces et les personnalités qui pouvaient contrecarrer la politique du prince jugée trop procommuniste.
Au début de l’été, Sihanouk persévérait dans ses diatribes envers les démocrates et les invitaient à débattre avec lui des problèmes cambodgiens. Les leaders du parti demandèrent une audience privée mais le prince insistait pour avoir un débat public avec les principaux responsables religieux, la presse et une assistance nombreuse. La police visita le domicile des principaux dirigeants du parti, leur suggérant que ne pas répondre à l’offre princière équivaudrait à une félonie. Cinq d’entre eux acceptèrent la proposition.
Le débat eut lieu le 11 août devant le palais royal. Il était intégralement radiodiffusé et des milliers de personnes s’étaient amassées à l’extérieur de l’enceinte pour écouter la discussion retransmise par des haut-parleurs. Sihanouk accaparait la quasi-totalité du temps de parole. Il demandait aux démocrates de fournir des preuves factuelles des malversations dont ils accusaient le régime. Troublés par le contexte et par l’agressivité de Sihanouk, ils marmonnèrent qu’ils avaient besoin de temps pour réunir de telles preuves, mais qu’ils lui étaient loyaux et qu’ils n’avaient jamais eu l’intention de lui causer du tort. Le prince leur répondait qu’il les trouvait hypocrites et leur demandait de joindre sur le champ le Sangkum pour prouver leur fidélité. Leurs hésitations, entendues par des milliers de personnes étaient assimilées à une trahison. Au bout de près de trois heures, Sihanouk leva la séance et souhaita un « bon appétit » à ses interlocuteurs.
Alors qu’ils quittaient le palais, les démocrates furent tirés de leurs véhicules, empoignés par des militaires et des gardes puis battus à terre à coups de poing et de crosses. L’un d’entre eux, Svay So, y perdit une dent et son chauffeur dut être hospitalisé. Dans les trois jours qui suivirent, on recensa à Phnom Penh une trentaine d’actes de violence perpétrés par des hommes en uniforme à l’encontre de personnes suspectées d’appartenir au parti démocrate. S’il est difficile de déterminer si ces actes avaient été ordonnés par le prince lui-même, par Lon Nol alors responsable de l’armée ou étaient spontanés, ils ne furent jamais condamnés et aucun de ceux qui les avaient commis ne fut inquiété ; certains auraient même eu une promotion.
Le débat et son épilogue sonnèrent le glas du parti démocrate qui prononça son auto-dissolution peu après. L’opposition des élites cambodgiennes à Sihanouk passa dans la clandestinité et ne réapparaitra qu’une dizaine d’années plus tard par le biais de ses ailes les plus radicales. De plus, le discours véhément du prince devant une foule abondante, l’humiliation publique d’adversaires désarmés puis les violences physiques à peine dissimulées n’étaient que les prémices du traitement qui attendait à l’avenir tous ceux qui oseraient s’opposer au régime.

## Tentatives de renaissance par In Tam

### La République khmère
En 1970, lors de la mise en place de la République khmère, le parti démocrate est rétabli par In Tam, un des principaux responsables de la déposition de Norodom Sihanouk. Mais les fraudes menées par Lon Nol et son frère Lon Non lors des élections législatives de 1972 conduisent les démocrates à refuser de présenter des candidats. In Tam se retira de la vie politique et laissa la direction du Parti à Chau Sau alors qu’au même moment un rapprochement fut un temps envisagé avec Son Sann, exilé en France. Les démocrates ne retrouvèrent toutefois pas leur lustre d’antan et ne purent empêcher la République khmère de s’effondrer en 1975.

### L’État du Cambodge
Après une période où In Tam s’était rapproché des royalistes de Sihanouk, il fait renaître le parti démocrate de ses cendres à la suite des accords de paix de Paris de 1991 mais essuie un nouvel échec lors des élections de 1993, car avec 1,5 % des voix il ne décroche aucun siège.